# Yangdong
Hahoe és un llogaret tradicional coreà de la dinastia Joseŏn. És una part valuosa de la cultura coreana, ja que conserva la arquitectura del període Joseŏn, tradicions populars i llibres valuosos.

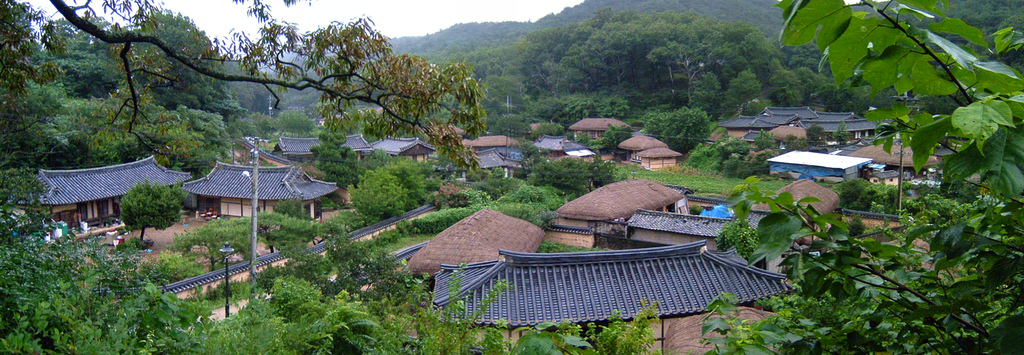
Yangdong.

El llogaret es troba a Gangdong-myeon, entre les ciutats de Pohang i Gyeongju (Corea del Sud).
L'any 2010 la Unesco la va declarar Patrimoni de la Humanitat juntament amb el llogaret de Hahoe.
Fundats en els segles xiv i xv, Hahoe i Yangdong es consideren dos dels pobles clànics històrics més representatius de la República de Corea. La seva disposició i el seu emplaçament, en muntanyes boscoses i davant d'un riu i als camps agrícoles oberts, reflecteixen la cultura confuciana aristocràtica pròpia dels inicis de la dinastia Joseon (1392-1910). L'emplaçament dels pobles estava pensat per extreure dels paisatges limítrofs un aliment alhora físic i espiritual. Comprenien residències per a les famílies dirigents, sòlides habitatges de carcassa de fusta per als altres membres del clan així com pavellons, sales d'estudi, acadèmies confucianes i grups de cases d'una sola planta amb parets de tova i teulades de palla reservades a la plebs. Els poetes dels segles xvii i XVIII celebraven la bellesa d'aquests paisatges muntanyosos i arbrats, de pobles envoltats d'aigua i paisatges puntejats de cases de camp i llocs de retir.
La seva grandària, el grau de conservació, els seus nombrosos recursos, tradicions i el paratge natural en què es troba contribueixen a la importància de Yangdong. És també un clar exemple de la manera de vida dels yangban (aristocràcia coreana) i de les tradicions neoconfucionistes.

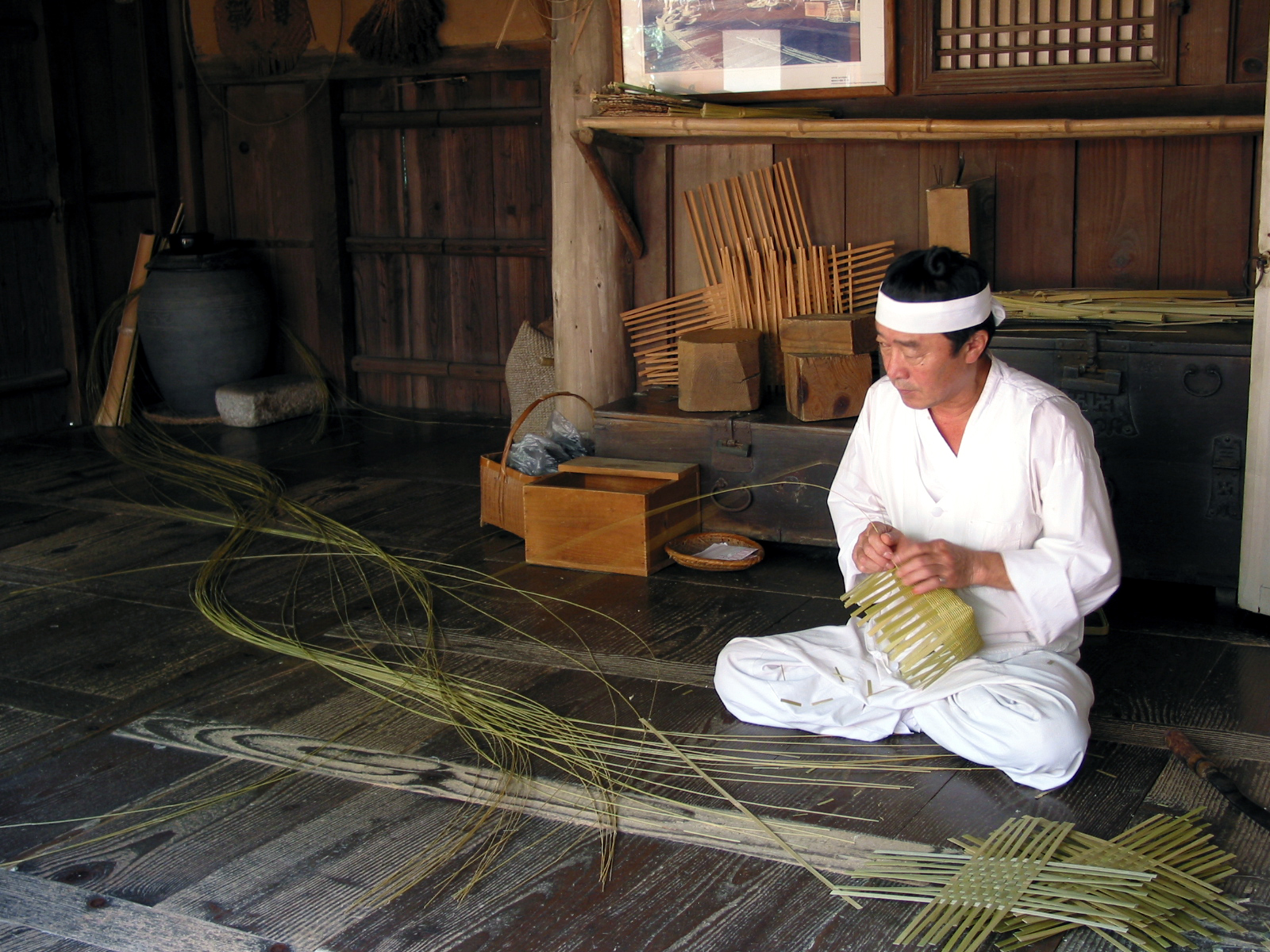
Un home amb un hanbok a Yangdong

## Història
El poble va ser fundat per Son So (孫 昭 1433-1484). La llar del clan Wolseong Son fou col·locada en un lloc propici segons les teories de Corea  pungsu  (geomància). Així Son i la seva dona, la filla de Yu Bok Ha van tenir una filla que es va casar amb Yi Beon de la família Yeogang Yi. La unió va produir un dels divuit savis de Corea, Yi Unjeok. El poble de Yangdon ha continuat des del seu començament auspicis al segle xv.
Encara que part de la població està desocupada avui, el poble té més de 160 cases amb sostres de teula i amb sostre de palla construïdes a tot el bosc. També s'han conservat cinquanta-quatre cases històriques més de 200 anys. El poble conserva els costums populars, així com edificis de l'arquitectura tradicional de la dinastia Joseon. Seobaekodang és la casa principal de la família Son Wolseong. Mucheomdang, és la casa principal de la família Yeogang Yi.
 Hyangdan és Tresor Nacional Nº 412.Ihayangjeon i pavellons Simsujeong, i l'escola del poble Ganghakdang són també estructures notables de la localitat, així com Gwangajeong i Sonsoyeongjeong. Tonggamsokpyeon, un llibre imprès en tipus mòbils de metall i Tresor Nacional Nº 283,també es troba al poble.

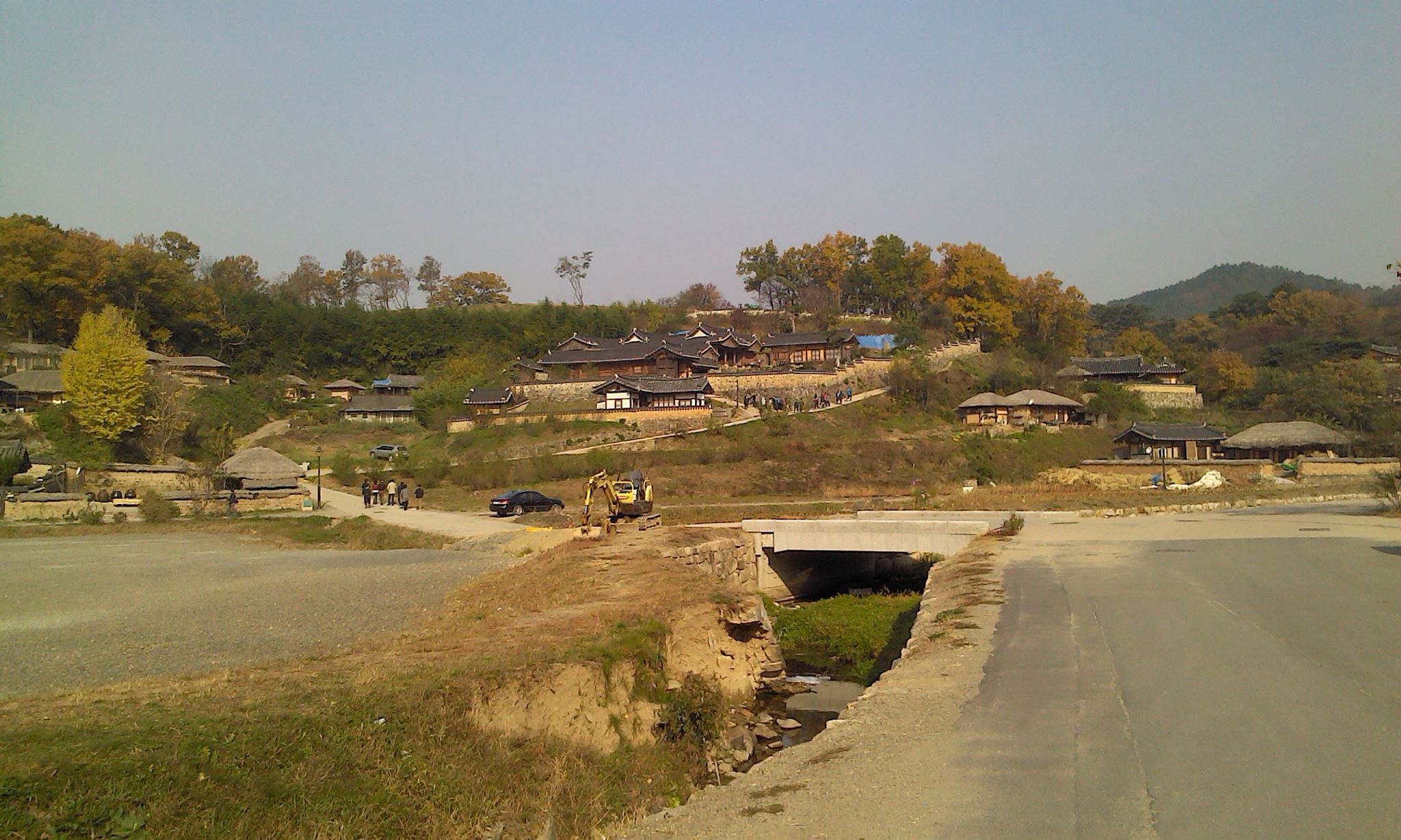
Vista de l'entrada del poble

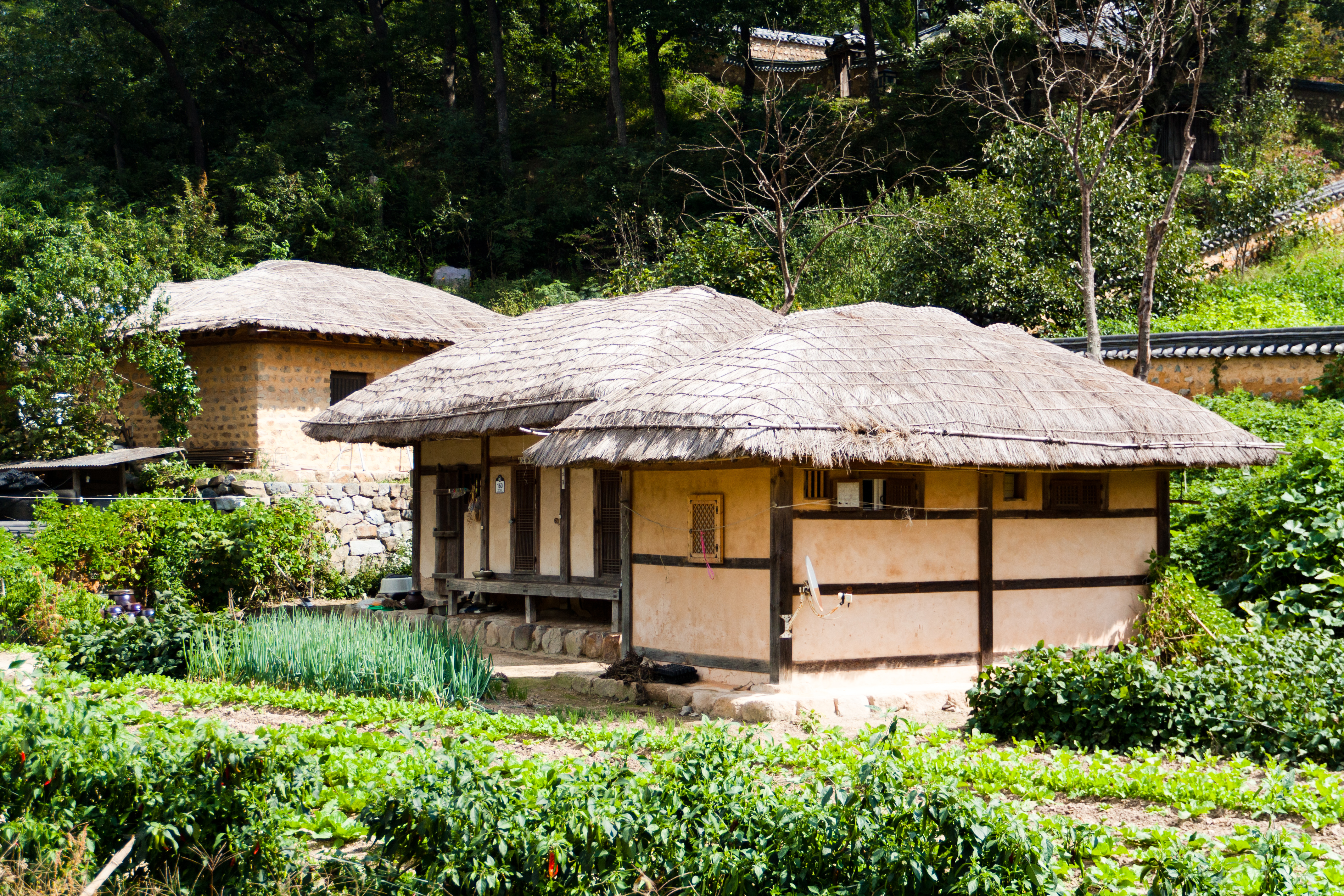
Casa tradicional del poble

Bens materials populars importants al poble inclouen:
- Seobaekdang (No. 23)
- Nakseondang[8]
- Sahodang[9]
- Sangchunheon[10]
- Geunam Manor[11]
- Dugok Manor[12]
- Sujoldang[13]
- Ihyangjeong[14]
- Suunjeong[15]
- Simsujeong[16]
- Allakjeong[17]
- Ganghakdang[18]

Altres béns culturals inclouen:
- Jeokgae Gongsin Nonsang Rokgwan (béns culturals tangibles No. 13)
- Sonso’s Will (béns culturals tangibles No. 14)
- Pine Tree in Yangdong[19]
- Daeseongheon[20]
- Son Jong-ro Jeongchungbigak
- Gyeongsan Seodang
- Dugok Yeongdang.

El poble segueix la topografia de les muntanyes i valls, i té la forma d'un caràcter Hanja propíci. Aquesta disposició ha estat acuradament preservada. Les cases dels clans Wolseong Son i Yeogang Yu, així com cases dels seus descendents es troben a la part alta de les muntanyes i valls. Les llars de classe baixa, que es caracteritzen pels seus sostres de palla, van ser construïts en el nivell inferior. L'organització del poble destaca la forta estratificació social característica de la societat dinastia Joseon. El Príncep Carles de Gal·les van visitar Yangdong l'any 1993.

## Galeria d'imatges

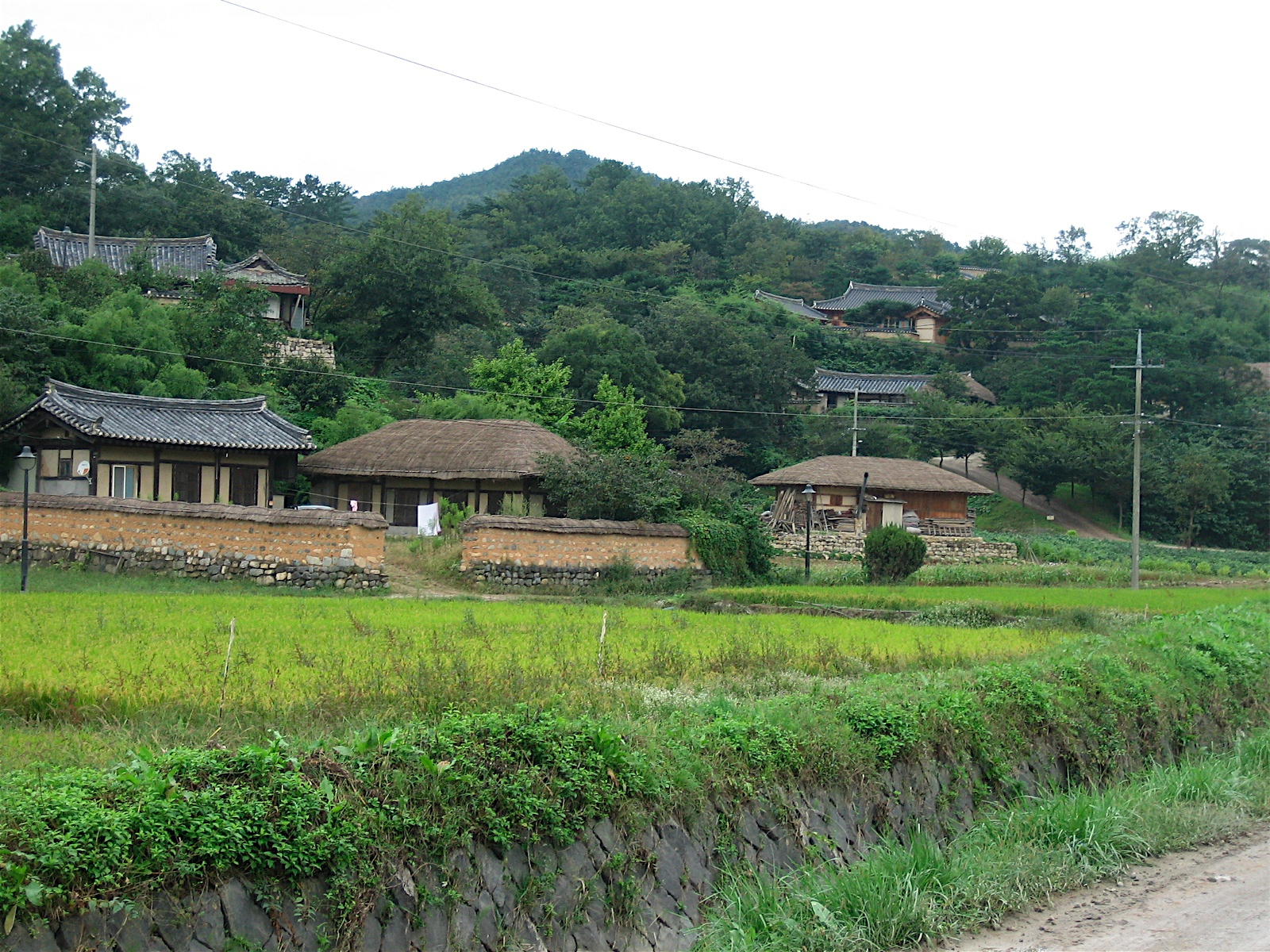
Cases Tradicionals al poble
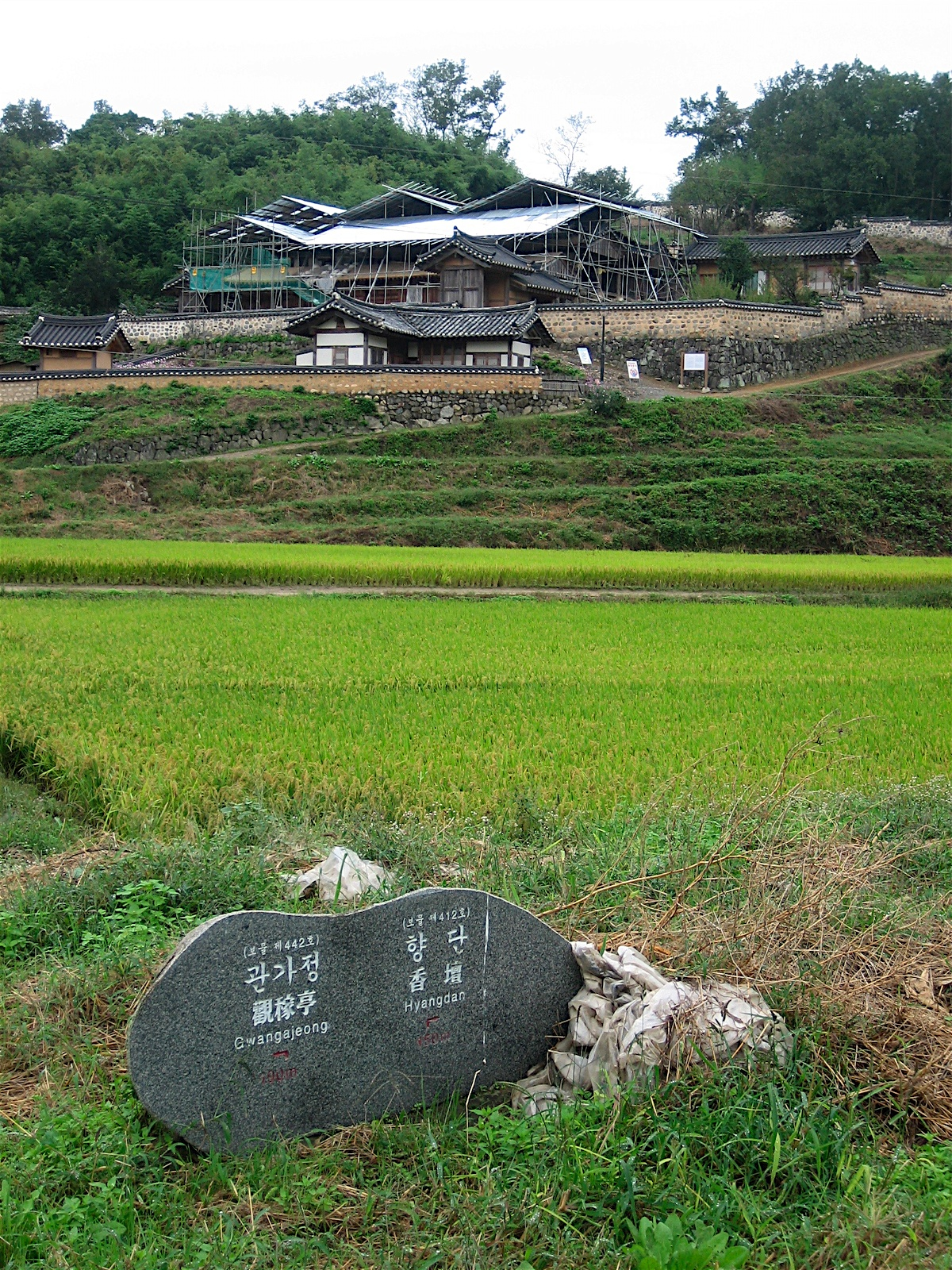
Vista del poble
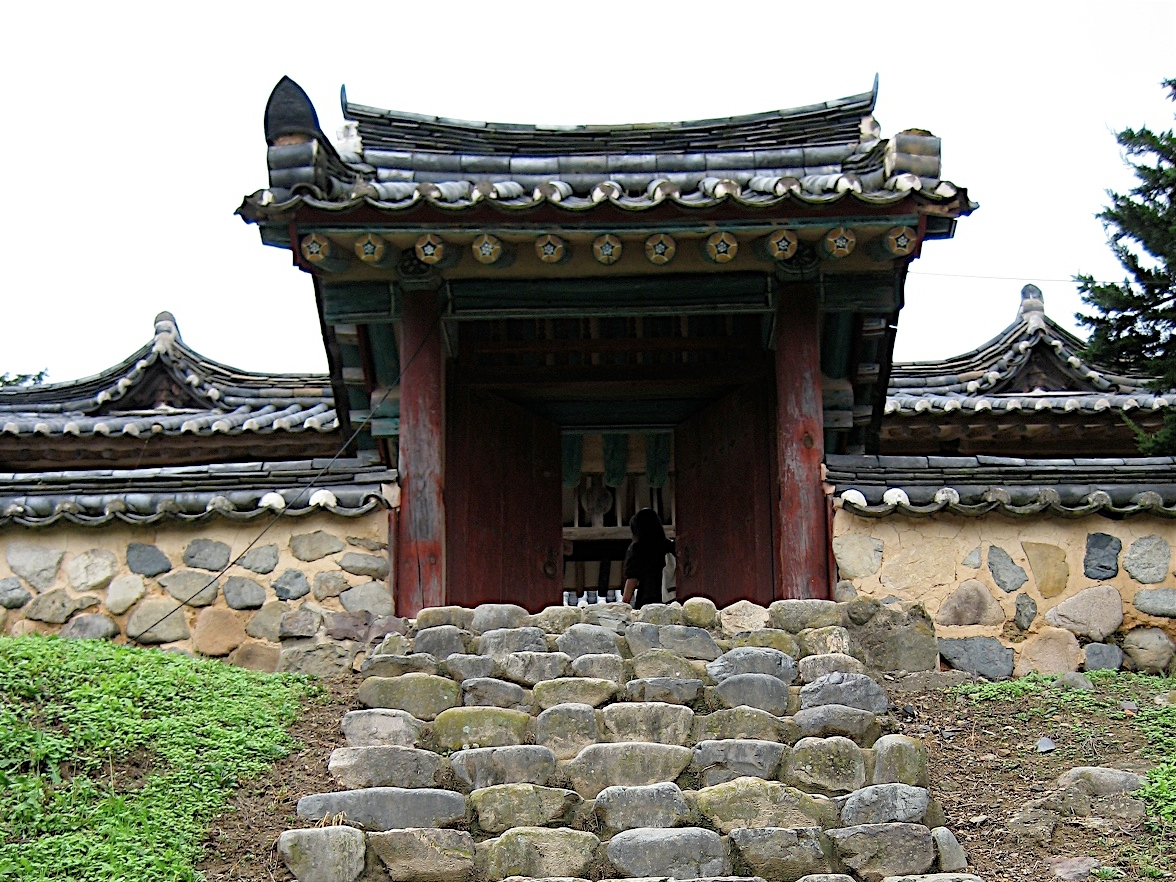
Casa del poble
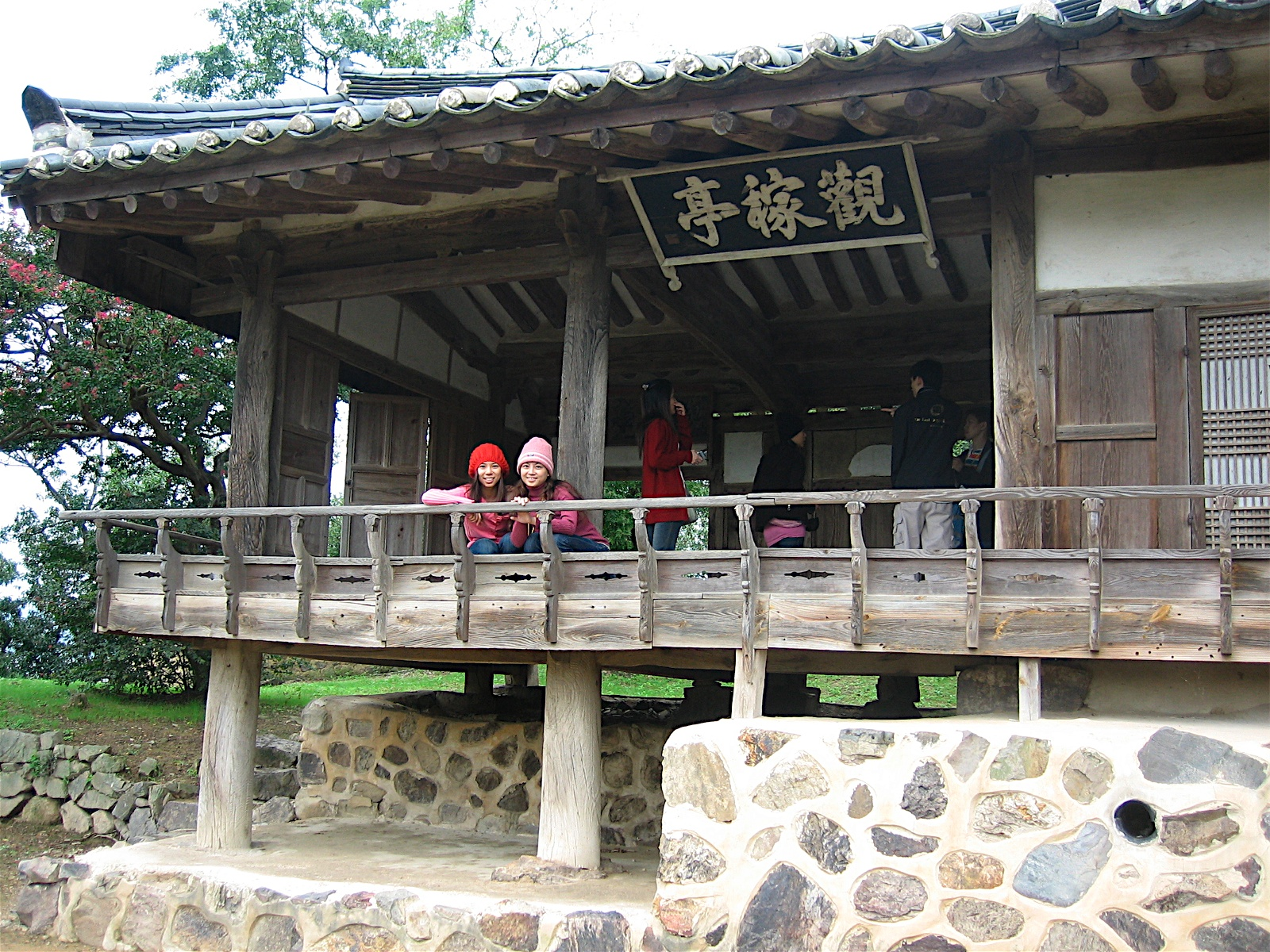
Pavelló Gwangajeong